# ناحیه موهاچ
ناحیهٔ موهاچ (به مجاری:  Mohácsi járás) یک ناحیه در مجارستان است که در بارانیا واقع شده‌است و ۶۰۰٫۹۸ کیلومتر مربع مساحت و ۳۵٬۱۶۴ نفر جمعیت دارد.